# Consiliul European de la Laeken
Consiliul European de la 14-15 decembrie 2001, numit și Consiliul de la Laeken, a fost o întrunire a Consiliului European prezidată de Guy Verhofstadt, din partea Regatului Belgiei. În cadrul acestuia, șefii de guvern ale statelor membre ale Uniunii Europene au emis forma finală a Declarației de la Laeken legată de viitorul Europei, care a atras convocarea unei Convenții privind Viitorul Europei (prezidată de Valéry Giscard d'Estaing, din partea Republicii Franceze), stând așadar la baza Tratatului de instituire a unei Constituții pentru Europa.